# Robert de Thurnham
Robert de Thurnham, Thornham, ou Tourneham, mort en 1211, peut-être le 26 avril, est un chevalier croisé anglo-normand et un sénéchal d'Anjou.

## Biographie
Robert de Thurnham est le fils de Robert de Thurnham, un propriétaire terrien du Kent, originaire du village de Thurnham. Il a pour frère aîné Étienne (prob. né avant 1170 – mort en 1213/14), justicier et administrateur anglais.
En 1191, durant la troisième croisade, Richard Ier d'Angleterre lui donne le commandement de la moitié de la flotte qui s'empare de Chypre. Il se voit ensuite confier le commandement de l'île, conjointement avec Richard de Camville, pendant que la flotte croisée poursuit sa route vers la Terre sainte. Lorsque Camville rejoint la Palestine, c'est lui qui réprime une révolte chypriote et fait pendre son leader. Après avoir rejoint lui aussi la Terre sainte, il est décrit par les chroniqueurs comme l'un des familiers du roi anglais.
Après la capture de Richard Ier, en 1192, Robert se rend dans l'Empire germanique pour y être l'un des otages garantissant le paiement de la rançon royale. En juillet 1194, il est de retour aux côtés du roi à Poitiers et devint sénéchal d'Anjou. À la même époque, il est aussi fait shérif du Surrey. Durant le reste de sa vie, il sert le roi en France.
En 1197, en remerciement de ses services, il obtient la main de Jeanne Fossard, fille et héritière du baron Guillaume de Fossard (mort en 1194?), seigneur de Mulgrave. Ils auront une fille, Isabelle qui se mariera avec un proche de la Cour de Jean sans Terre, Pierre de Mauley, seigneur dans le Poitou.
Après la mort de Richard Cœur de Lion à Chalus (1199), Robert de Thurnham décide de laisser le frère du défunt roi, Jean sans Terre, comte de Mortain, accéder au château de Chinon, et donc au trésor entreposé là. Il accompagne Jean en Normandie puis en Angleterre (mars 1200), où il reste un an.
Il est remplacé par Aimery VII de Thouars pour quelques mois seulement qui lui-même est remplacé par Guillaume des Roches. Robert de Thurnham est de retour en 1201, comme sénéchal de Poitou et de Gascogne. Il est le premier Anglais jamais nommé à ce poste, expérience qui ne sera pas reproduite par la suite. Dans un acte de 1201, il est aidé dans son action par Girard d’Athée, qui est dit être son lieutenant et qu'il nommera sénéchal de Touraine.
La pression du roi de France sur l'Anjou l'oblige à renoncer à sa fonction de sénéchal de Gascogne afin de se concentrer sur la défense de son territoire ; il doit notamment mater une rébellion angevine. En 1203, il tente de reprendre la ville d'Angers qui était tombée aux mains des troupes royales de Philippe Auguste en novembre 1202. Il met à sac la ville et la brûle partiellement, mais échoue à la reprendre. En dépit de ses efforts, les forces anglaises se montrent incapables de repousser définitivement les Français et faiblissent. Robert finit par être capturé, fin 1204 ou début 1205.
Il est relâché en juillet 1205 après avoir payé une rançon. Il continue à servir Jean sans Terre, qu'il accompagne pendant la campagne militaire de 1206 en Anjou. De 1205 à 1207, il est principalement en Angleterre, gérant ses affaires et exerçant la fonction de shérif de Surrey. Il revient en France en 1207, mais il semble qu'il n'exerce plus la fonction puisque c'est Savary de Mauléon qui est désigné comme sénéchal de Poitou dans les sources.
Il revient définitivement en Angleterre en mai 1209, et bénéficie toujours de la faveur du roi, continuant à le conseiller. Il meurt en 1211, peut-être le 26 avril. En 1214, Pierre de Mauley offre 7000 marcs pour la main d'Isabelle, seul enfant survivant et donc héritière de Robert. 
Il est le bienfaiteur du prieuré de Combwell fondé par son père Robert, ainsi que le fondateur de l'abbaye des Prémontrés de Bayham (Kent), et d'un hôpital à Doncaster (Yorkshire du Sud). Sa femme est la fondatrice du prieuré de Grosmont (Yorkshire du Nord).